# Communauté rurale de Patar
Ne doit pas être confondu avec Communauté rurale de Patar Lia ou Communauté rurale de Patar Sine.
La communauté rurale de Patar est une communauté rurale du Sénégal située au centre du pays. 
Elle fait partie de l'arrondissement de Ndoulo, du département de Diourbel et de la région de Diourbel.
Lors du dernier recensement, la CR comptait 10 491 personnes et 999 ménages.